# Had-Sahary
Had-Sahary è un comune dell'Algeria, situato nella provincia di Djelfa.